# Geração morango
Geração morango (em chinês: 草莓族; pinyin: Cǎoméi zú; ou em chinês: 草莓世代; pinyin: cǎoméi shìdài) é um neologismo chinês que se refere a pessoas taiwanesas nascidas depois de 1981 que são "frágeis como um morango" — o que significa que elas não conseguem resistir à pressão social ou ao trabalho rígido como a geração dos seus pais. O termo se refere a pessoas que são insubordinadas, mimadas, egoístas, arrogantes ou preguiçosas no trabalho.
O termo surgiu da percepção de que os membros desta geração foram superprotegidos pelos seus pais e se desenvolveram em um ambiente de prosperidade econômica, semelhantemente à maneira como morangos são cultivados em estufas protegidas e exigem maior gasto em comparação com outros frutos.
O termo está começando a ganhar destaque na imprensa leste asiática, por se tratar de uma maneira de designar um crescente grupo demográfico em termos de comportamento do consumidor. A geração morango, assim como os "pós-80" da China, poderia ser o equivalente asiático da geração do milênio no mundo ocidental.

## Uso irônico

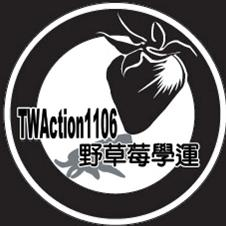
Logotipo oficial do Movimento dos Morangos Silvestres.

Em referência irônica ao termo, estudantes taiwaneses criaram o Movimento dos Morangos Silvestres. O movimento foi uma resposta à visita do presidente da Associação para Relações através do Estreito de Taiwan (ARATS), Chen Yulin, à ilha de Taiwan. Policiais suprimiram a exibição da bandeira nacional de Taiwan e a reprodução de músicas taiwanesas durante protestos contra Chen, o que levou um grupo de quatrocentos estudantes em Taipé a organizar um protesto sentado em frente ao Yuan Executivo contra a Lei de Assembleia e Desfile taiwanesa (em chinês: 集會遊行法).